# Yahya Ayoub
Yahya Ayoub (ur. 14 listopada 1972) – syryjski zapaśnik walczący w stylu klasycznym. Zajął 22 miejsce na mistrzostwach świata w 1994. Czwarty na mistrzostwach Azji w 1991. Wicemistrz igrzysk Azji zachodniej w 1997 i brązowy medalista igrzysk panarabskich w 1997 roku.